# Rob Passchier
Rob Passchier (1964) is een Nederlands dichter en podiumkunstenaar.
Passchier publiceerde verhalen in 8weekly en LAVA. Zijn gedichten werd onder meer opgenomen in de literaire tijdschriften Passionate, De Brakke Hond, LAVA, En Er Is, Krakatau, Meanderkrant op Zondag en De Gekooide Roos. Zijn eigen website is - hoewel jaren niet bijgewerkt - nog altijd op het net te vinden.
Hoewel hij weigerde aan poetry slams mee te doen, won hij er toch twee. In 2001 won hij in Eindhoven de Pieter Beetsprijs, wat resulteerde in de uitgave van de bundel "De slag bij Eindhoven", waarin ook gedichten van vier eerdere winnaars werden opgenomen. 

Verder werd hij derde op het FluXus poëziefestival en won hij in februari 2002 een poëzieslag voor internetdichters, georganiseerd door de SLAG in Den Haag. 

Hij stond op het podium met dichters als Hagar Peeters, Ingmar Heytze, Ruben van Gogh, Tommy Wieringa, Adriaan Jaeggi en Ya-Isha Obispo. Ook trad hij in Zaandam op met de Britse ska-band Bad Manners.
Door dichter Stanislaus Jaworski werd hij "literair kanon van Dordrecht" gedoopt. Passchier zelf heeft altijd ontkend "de Deelder van Dordrecht" te zijn. Hij voelde zich wel verwant met de Rotterdamse volksdichter Ome Ko.
In 2003 werd door het poëziedagblad online Rottend Staal een meting verricht naar de internetbekendheid van dichters. Gekeken werd naar het aantal treffers met Google. De lijst werd aangevoerd door Hugo Claus, Passchier kwam op de 97e plaats. De volledige lijst is te vinden op de website van Rottend Staal (zie externe links).
In 2003 hield Rob Passchier de poëzie voor gezien. Vriend en geestverwant Ome Ko zei hierover in mei 2003 in Het Parool: "Rob kwam tot de ontdekking dat hij eigenlijk niet zo van poëzie hield, en al helemaal niet van dichters. Hij vond het niet genoeg om ergens alleen maar heel erg goed in te zijn."
Passchier is leraar Nederlands op een havo-vwo-school.